# Paolo Orsi
Paolo Orsi (18. října 1859 Rovereto – 8. listopadu 1935 tamtéž) byl italský prehistorik a archeolog.

## Životopis
Studoval historii a archeologii ve Vídni a Padově, promoval v Římě. Místo akademické kariéry se zaměřil na vykopávky. Věnoval se především prehistorickým sicilským sídlům a podílel se na průzkumu stentinellské kultury.
V období 1895 až 1934 byl ředitelem archeologického muzea v Syrakusách, které se dnes na jeho památku jmenuje Museo Archeologico Regionale „Paolo Orsi“. V roce 1909 byl spoluzakladatelem Società Italiana di Archeologia. Od 1896 členem Accademia dei Lincei. V roce 1924 byl jmenován senátorem.

## Dílo
- Gela: Scavi del 1900-1905. Řím 1906
- Templum Apollinis Alaei, Řím 1934
- Sicilia Bizantina, Tivoli 1942